# Bezirksmuseum Ottakring

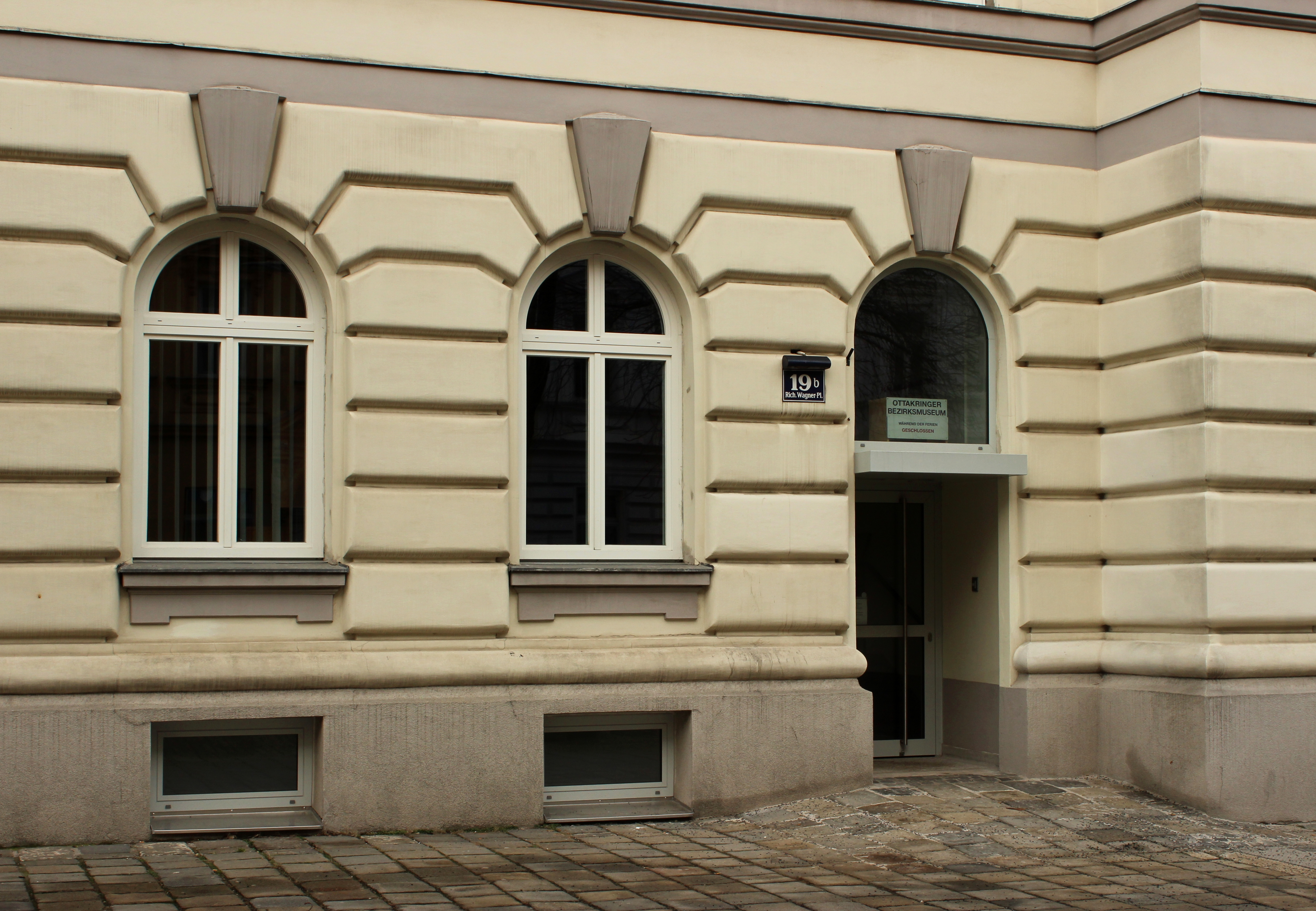
Der Eingang des Bezirkmuseums Ottakring

Das Bezirksmuseum Ottakring ist ein der Geschichte des 16. Wiener Gemeindebezirks Ottakring gewidmetes Bezirks- und Heimatmuseum an der Adresse Richard-Wagner-Platz 19b.

## Geschichte
Das Bezirksmuseum Ottakring wurde schon in der Zwischenkriegszeit (1935) gegründet und zählt damit zu den älteren Wiener Bezirksmuseen. Eine erste Zurschaustellung der Sammlung erfolgte 1937 in der Abele-Schule, Friedrich Kaisergasse 32. Das NS-Regime schloss das Bezirksmuseum im Jahr 1939.
Im Mai 1952 erfolgte die Wiedereröffnung des Museums am neuen Standort im Ottakringer Amtshaus, wo es wegen Gebäude-Generalsanierung ab 1969 zeitweilig geschlossen werden musste. 1976 wurde das Museum wieder geöffnet. Im Sommer 2008 erfolgte eine Renovierung der Museumsräumlichkeiten aus Mitteln der Magistratsabteilung 7 – Kultur.

## Ausstellung
Das Museum dokumentiert mit rund 3000 Exponaten die Bezirksgeschichte des alten Wiener Vororts, der sich vom Weinort zum dicht besiedelten Proletarier- und Zuwandererbezirk entwickelte. Das Ausstellungsprogramm umfasst unter anderem das Josef-Weinheber-Zimmer und das Kabinett des bekannten Lyrikers sowie eine Harmonikamacher-Werkstätte.

## Leitung, Zugänglichkeit
Aktueller Museumsleiter ist Jochen Müller. Der Eintritt ist kostenlos, es gibt regelmäßige Öffnungszeiten. Führungen für Gruppen werden nach Voranmeldung durchgeführt.